# والوه راودناسک
والوه راودناسک (استونیایی: Valve Raudnask؛ زادهٔ ۱۰ دسامبر ۱۹۳۶) روزنامه‌نگار، سیاستمدار زن و نماینده سابق مجلس اهل استونی است.